# Philips Sport Vereniging 2011-2012
Questa voce raccoglie le informazioni riguardanti il Philips Sport Vereniging nelle competizioni ufficiali della stagione 2011-2012.

## Rosa
| N. |                        | Ruolo | Calciatore                 |
| -- | ---------------------- | ----- | -------------------------- |
| 1  | Svezia (bandiera)      | P     | Andreas Isaksson           |
| 2  | Bulgaria (bandiera)    | D     | Stanislav Manolev          |
| 3  | Paesi Bassi (bandiera) | D     | Wilfred Bouma              |
| 4  | Brasile (bandiera)     | D     | Marcelo                    |
| 5  | Paesi Bassi (bandiera) | D     | Erik Pieters               |
| 6  | Paesi Bassi (bandiera) | C     | Kevin Strootman (capitano) |
| 7  | Svezia (bandiera)      | A     | Ola Toivonen               |
| 8  | Paesi Bassi (bandiera) | C     | Orlando Engelaar           |
| 9  | Slovenia (bandiera)    | A     | Tim Matavž                 |
| 10 | Paesi Bassi (bandiera) | C     | Georginio Wijnaldum        |
| 11 | Paesi Bassi (bandiera) | A     | Jeremain Lens              |
| 13 | Canada (bandiera)      | C     | Atiba Hutchinson           |
| 14 | Belgio (bandiera)      | A     | Dries Mertens              |

| N. |                        | Ruolo | Calciatore                 |
| -- | ---------------------- | ----- | -------------------------- |
| 15 | Belgio (bandiera)      | C     | Stijn Wuytens              |
| 17 | Paesi Bassi (bandiera) | D     | Abel Tamata                |
| 18 | Belgio (bandiera)      | D     | Timothy Derijck            |
| 19 | Paesi Bassi (bandiera) | A     | Jan Vennegoor of Hesselink |
| 20 | Marocco (bandiera)     | C     | Zakaria Labyad             |
| 21 | Polonia (bandiera)     | P     | Przemysław Tytoń           |
| 22 | Paesi Bassi (bandiera) | A     | Memphis Depay              |
| 23 | Belgio (bandiera)      | C     | Funso Ojo                  |
| 24 | Australia (bandiera)   | C     | Marcel Ritzmaier           |
| 33 | Marocco (bandiera)     | P     | Khalid Sinouh              |
| 42 | Paesi Bassi (bandiera) | A     | Jürgen Locadia             |
| 43 | Paesi Bassi (bandiera) | D     | Jetro Willems              |